# Тау (эфиопская буква)
Тау (амх. ታው) или тави (амх. ታዊ) — буква эфиопского алфавита геэз, обозначает глухой альвеолярный взрывной согласный /t/. Гематрия — 400 (четыреста).
- ተ — тау геэз тэ
- ቱ — тау каэб ту
- ቲ — тау салис ти
- ታ — тау рабы та
- ቴ — тау хамыс те
- ት — тау садыс ты (т)
- ቶ — тау сабы то

## Грамматика
- Ат — в геэзе один из суффиксов множественного числа существительных.